# Fredagsbön

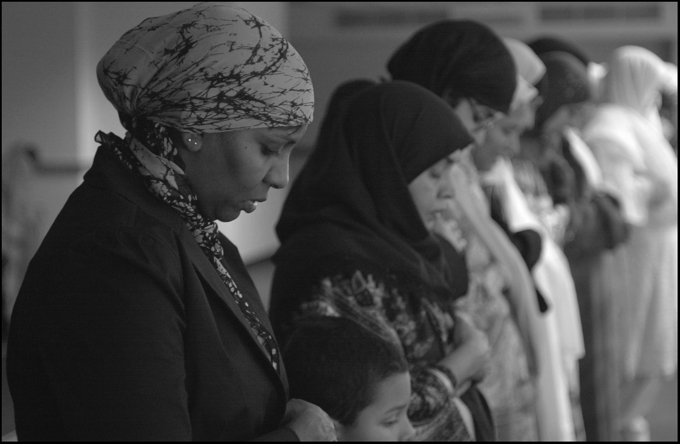
Fredagsbön vid middagstid

Fredagsbön (arabiska: صَلَاة ٱلْجُمُعَة, salat al-jumu'ah) är inom islam en gemensam bön vid middagstid på fredagen som börjar med en predikan och avslutas med en bön på två enheter. Fredagsbönen ska bes i en moské om det är möjligt, och den räknas oftast som en plikt för alla vuxna, manliga muslimer. För kvinnorna är den frivillig.
Det finns olika åsikter bland shiamuslimska lärda angående om fredagsbönen är obligatorisk under imam Mahdis fördoldhet.
Fredagsbönen skiljer sig i sitt upplägg till viss del från middagsbönen övriga dagar i veckan, men den stora skillnaden utgörs av den predikan, khutba, som hålls av imamen, det vill säga böneledaren, eller någon annan framstående person, före den gemensamma böneritualen. Innehållet i predikan kan handla om både troslära och samhällsrelaterade ämnen som av böneledaren anses relevanta för muslimer. Den skall alltid börja och sluta med lovprisning av gud och välsignelse över profeten Muhammed.